# Pseudotriaeris karschi
Pseudotriaeris karschi is een spinnensoort in de taxonomische indeling van de Dwergcelspinnen (Oonopidae).
Het dier behoort tot het geslacht Pseudotriaeris. De wetenschappelijke naam van de soort werd voor het eerst geldig gepubliceerd in 1906 door Bösenberg & Embrik Strand.